# ۱۸۴۳
۱۸۴۳ (میلادی) هزار و هشتصد و چهل و سومین سال تقویم میلادی است.

## زادگان
- روبرت کخ(میکروب شناس)
- علی اصغر خان امین السلطان
- ۲۹ ژانویه – ویلیام مک‌کینلی، سیاست‌مدار آمریکایی (د. ۱۹۰۱)
- ۱۵ آوریل – هنری جیمز، نویسنده آمریکایی (د. ۱۹۱۶)
- ۲۱ مه – چارلز آلبرت گوبات، سیاست‌مدار سوئیسی (د. ۱۹۱۴)
- ۱۵ ژوئن – ادوارد گریگ، آهنگساز و پیانیست نروژی (د. ۱۹۰۷)
- ۱ اوت – رابرت تاد لینکلن، وکیل و دیپلمات آمریکایی (د. ۱۹۲۶)
- ۳۱ اوت – گئورگ فن هرتلینگ، سیاست‌مدار آلمانی (د. ۱۹۱۹)

## درگذشتگان
- سید کاظم رشتی (رهبر شیخیه)
- ۶ ژوئن – فریدریش هولدرلین، شاعر، کتابدار، و نویسنده آلمانی (ز. ۱۷۷۰)
- ۷ ژوئیه – جان شرلوک، سیاست‌مدار آمریکایی (ز. ۱۷۷۳)